# Джордж Форман
Джордж Форман (англ. George Foreman; 10 січня 1949, Маршалл, штат Техас, США — 21 березня 2025, Х'юстон) — американський боксер, чемпіон Олімпіади 1968 у важкій вазі, чемпіон у важкій вазі за версіями WBC (1973—1974), WBA (1973—1974, 1994) та IBF (1994—1995). Загалом переміг 5 бійців за титул чемпіона світу у важкій вазі. Найстарший чемпіон світу у важкій вазі в історії боксу.

## Біографія
У 1965 році приєднався до програми допомоги знедоленим дітям та невдовзі переїхав до Каліфорнії. Там Форман зустрів Чарльза Дока Бродаса (англ. Charles "Doc" Broadus), який став його першим тренером.

### Аматорська кар'єра
Протягом аматорської кар'єри Джордж Форман провів 26 боїв, перемігши у 22 з них. 1968 року на Олімпіаді в Мехіко здобув золоту медаль.
- В 1/8 фіналу пререміг Люціана Трела (Польща) — 4-1
- У чвертьфіналі переміг Іона Алексе (Румунія) — RSC
- У півфіналі переміг Джорджо Бамбіні (Італія) — KO-2
- У фіналі переміг Йонаса Чепуліса (СРСР) — RSC

### Професійна кар'єра
1969 року перейшов у професійний бокс.
1973 року, маючи 37 перемог та жодної поразки, вийшов на бій із непереможним до того чемпіоном Джо Фрейзером, переміг його нокаутом у другому раунді та став чемпіоном у важкій вазі за версіями WBC та WBA. Після двох успішних захистів 1974 року втратив чемпіонські титули, програвши Мухаммеду Алі.
1977 року програв Джиммі Янгу (за рішенням суддів) та вирішив піти з боксу, однак 1987 року повернувся на ринг.
1991 року в бою за титул чемпіону світу за версіями WBA, WBC та IBF програв Евандеру Холіфілду. 1993 року змагався за вакантний чемпіонський титул за версією WBO, але не зміг перемогти Томмі Моррісона. В наступному бою, котрий відбувся вже наступного року, переміг Майкла Мурера та у віці 45 років здобув чемпіонський титул за версіями WBA та IBF, ставши найстаршим чемпіоном світу в важкій вазі в історії.
1997 року після суперечливої поразки від Шеннона Бріггса (за рішенням суддів) завершив кар'єру.